# 치노 모레노
치노 모레노(영어: Chino Moreno, 1973년 6월 20일 ~ )는 미국의 가수, 작곡가, 음악가로 데프톤스의 리드 보컬, 주요 작사가, 그리고 공헌하는 기타리스트로 가장 잘 알려져 있다. 그는 또한 팀 슬리프, 크로시스, 사우데드, 팜스 등의 사이드 프로젝트 그룹의 멤버이기도 하다.
모레노는 특유의 비명 소리와 함께 극적인 테너 목소리로 알려져 있다. 2007년, 그는 《히트 패러더》의 "역대 100대 메탈 보컬리스트"에서 51위에 올랐다.

## 어린 시절
모레노는 캘리포니아주 새크라멘토에서 5남매 중 둘째로 태어났다. 그의 어머니는 멕시코와 중국계이고 아버지는 멕시코인이다. "치노"라는 별명은 중국인을 뜻하는 스페인어로 "치니토"(Chinito, 중국의 작은 것)의 줄임말이다. 이는 멕시코인들이 대부분 메스티소일 때 삼촌들이 그를 주로 아시아인으로 보였기 때문에 붙여준 별명이다.
그는 오크 파크 지역에서 자랐고 맥클래치 고등학교에 다녔으며, 그곳에서 에이브 커닝엄과 스티븐 카펜터를 만났고, 그와 함께 1988년에 데프톤스를 창립했다. 전문 음악가가 되기 전에, 모레노는 타워 레코드의 배송 부서에서 일했다.

## 음반 목록

### 데프톤스
- Adrenaline (1994년)
- Around the Fur (1997년)
- White Pony (2000년)
- Deftones (2003년)
- Saturday Night Wrist (2006년)
- Diamond Eyes (2010년)
- Koi No Yokan (2012년)
- Gore (2016년)
- Ohms (2020년)